# 第40屆威尼斯影展
第40届威尼斯影展於1983年8月31日至9月11日舉行。

## 評審團
以下人物組成1983年評審團：
- 貝納多·貝托魯奇（評審團主席）
- 傑克·克萊頓（英语：Jack Clayton）
- 彼得·汉德克
- 里昂·海爾茲曼（英语：Leon Hirszman）
- 瑪塔·梅塞洛斯（英语：Márta Mészáros）
- 大岛渚
- 格列布·潘菲洛夫（英语：Gleb Panfilov）
- 鮑勃·拉弗森（英语：Bob Rafelson）
- 乌斯曼·塞姆班
- 莫利奈·森
- 艾倫·坦納
- 阿涅斯·瓦尔达

## 競賽電影
| 中文片名              | 原文片名                   | 導演              | 製作國家 |
| --------------------- | -------------------------- | ----------------- | -------- |
| 《35年之后》          | Biquefarre                 | 喬治·胡基耶       | 法國     |
| 《私语》              | Careful, He Might Hear You | 卡尔·舒尔茨       |          |
| 《逃兵》              | Il disertore               | 茱莉婭娜·貝林格   | 義大利   |
| 《埃蒂特的日记》      | Ediths Tagebuch            | 漢斯·W·蓋森多弗夫 | 西德     |
| 《灰烬》              | Glut                       | 湯瑪斯·克費爾     | 瑞士     |
| 《芬妮和亚历山大》    | Fanny och Alexander        | 英格玛·伯格曼     | 瑞典     |
| 《芳名卡門》          | Prénom Carmen              | 尚盧·高達         | 法國     |
| 《汉娜·考夫曼的故事》 | Hanna K.                   | 科斯塔·加夫拉斯   | 法國     |
| 《中央酒店》          | Hotel Central              | 韋塞林·布拉尼夫   | 保加利亚 |
| 《手游》              | Jogo de Mão                | 莫妮克·鲁特阿尔   | 葡萄牙   |
| 《生命是部小說》      | La vie est un roman        | 亞倫·雷奈         | 法國     |
| 《德国之爱》          | Eine Liebe in Deutschland  | 安德烈·華依達     | 波蘭     |
| 《玛丽娅·夏德莱纳》   | Maria Chapdelaine          | 吉爾斯·卡爾       | 加拿大   |
| 《千年蜂皇》          | Tisícročná včela           | 朱拉·亚库比斯克   | 捷克     |
| 《聖母瑪麗亞》        | Mat' Marija                | 謝爾蓋·科洛索夫   | 苏联     |
| 《情感的力量》        | Die Macht der Gefühle      | 亞歷山大‧克魯格   | 西德     |
| 《学校旅行》          | Una gita scolastica        | 普皮·艾瓦帝       | 義大利   |
| 《直抵我心》          | Mittens ins Herz           | 桃樂絲·朵利       | 西德     |
| 《越戰勳章》          | Streamers                  | 勞勃·阿特曼       | 美国     |
| 《黑人小茅屋街》      | La Rue Cases-Nègres        | 尤桑·巴爾琪       | 法國     |
| 《停留》              | Der Aufenthalt             | 弗朗克·貝爾       | 东德     |

## 獎項
- 金獅獎：
  - 尚盧·高達 《芳名卡門》
- 評審團特別獎：
  - 喬治·胡基耶（英语：Georges Rouquier） 《35年之后（英语：Biquefarre）》
- 銀獅獎：
  - 尤桑·巴爾琪（英语：Euzhan Palcy） 《黑人小茅屋街》
- 沃爾庇杯：
  - 最佳男演員：馬修·莫汀、麥可·萊特（英语：Michael Wright (actor)）、米切尔·利希滕斯坦、大衛·亞倫·葛瑞（英语：David Alan Grier）, 蓋伊·博伊德（英语：Guy Boyd (actor)）和喬治·德桑薩（英语：George Dzundza） 《越戰勳章（英语：Streamers (film)）》
  - 最佳女演員：路易斯·德·莉瑪 《黑人小茅屋街》
- 職業金獅獎：
  - 米开朗基罗·安东尼奥尼
- 費比西獎
  - 英格玛·伯格曼 《芬妮和亚历山大》
  - 亞歷山大‧克魯格（英语：Alexander Kluge） 《情感的力量》

## 外部鏈接
- 官方网站
- IMDb1983年威尼斯影展獎項